# Kjat
Kjat (grško κύαθος, latinsko cyathus – vrč) je posoda ali zajemalka. Tako so jo imenovali v grški antiki, uporabljali pa so jo tudi drugod po grškem svetu.
Najprej je bil kjat kovinska zajemalka z dolgim ročajem. To ime so uporabili tudi za skodelice, izdelane iz gline, ki so imele dolg ročaj. Z njim so zajemali vino iz mešalne posode in ga točili v servirno posodo. Poleg dvignjene zanke ročaja s trnom na konici ušesa je bilo treba uporabiti palec za boljši oprijem. Keramične kjate odlikuje natančno in pogosto grško vazno slikarstvo. Skoraj zanesljivo je, da je keramični kalup narejen po kovinskem modelu, ki je bil verjetno iz Etrurije in narejen za izvoz. Še posebej profilirane izdelke je za etruščanski trg izdelal znani lončar Nikosten. Znani so tudi kjati iz grških in etruščanskih delavnic, posebej iz Davnije v današnji Apuliji.
Beseda kjat je gotovo povezana z oznako za votlo mero kjat, ki ustreza približno 0,045 litra.